# مائورین فورستر
مائورین فورستر (انگلیسی: Maureen Forrester؛ ۲۵ ژوئیهٔ ۱۹۳۰ – ۱۶ ژوئن ۲۰۱۰) خواننده اپرا اهل کانادا بود. مائورین فورستر در مونترال کانادا به دنیا آمد. در ۱۳ سالگی مدرسه را ترک کرد که برای کمک‌هزینه خانواده کار کند. هنگامی که برادرش از جنگ برگشت او را متقاعد کرد که آموزش خوانندگی را شروع کند. اولین اجرای خود را در سال ۱۹۵۳ انجام داد. سمفونی ۹ بتهوون را همراه با ارکستر مونترال تحت‌نظر اتو کلمپر اجرا کرد.
مائورین فورستر در سال ۲۰۱۰ در سن ۷۹ سالگی بر اثر بیماری درگذشت.